# یالمار لوین
یالمار لوین (انگلیسی: Hjalmar Levin; ۱۴ ژوئن ۱۸۸۴ – ۸ مارس ۱۹۸۳) دوچرخه‌سوار اهل سوئد بود.